# Morenia ocellata
La tartaruga ocellata birmana (Morenia ocellata (Duméril & Bibron, 1835)) è una specie di tartaruga della famiglia dei Geoemididi.

## Descrizione
Il carapace, che raggiunge i 240 mm di lunghezza, è dotato di colorazione variabile dall'olivastro, al marrone scuro al grigio scuro. Sugli scuti vertebrali e costali sono presenti ocellature gialle bordate di nero e con una macchia bruna centrale. Il piastrone è giallo. La testa è olivastra o marrone-grigio scura, con striature gialle. Il collo è marrone, le zampe sono olivastre o marroni. La nidificazione avviene tra settembre e aprile e vengono deposte 5-8 uova. L'alimentazione è erbivora.

## Distribuzione e habitat
Distribuita nella Birmania meridionale, vive in raccolte d'acqua sia temporanee che permanenti in pianure inondate che si prosciugano durante i mesi estivi.

## Conservazione
Minacciata dalla cattura in grandi numeri, presumibilmente come fonte alimentare, dai birmani e dal prelievo di individui in natura che vengono portati nei templi di Yangon. È inserita in Appendice I CITES per limitarne la cattura a fini alimentari e terraristici.